# 国标麻将
國標麻雀，是麻将的一种玩法。中国国家体育总局于1998年7月制定《中国麻将竞赛规则（试行）》（后文简称98规则），故将该麻将规则称为国标麻将。

## 历史

#### 20世纪90年代初
- 许多麻将爱好者给当时的国家体委写信，希望将麻将竞技化、规范化。[1]

#### 1997年
- 1月，国家体委社会体育指导中心举办试验邀请赛，制定初步规则和计番表。

- 5月下旬，汇集研究各地打法及番种。

- 7月初，草拟初步规则框架。

- 10月13-15日，在北京召开麻将规则审定会。[2]

#### 1998年
- 1月，在“红牛杯”麻将邀请赛进行《规则（草案）》实验。

- 4月12-15日，召开《规则（草案）》修订会。

- 7月，公布《中国麻将竞赛规则（试行）》。[3]

## 用具

### 麻将牌
国标麻将使用144张麻将牌，其中包括万、饼、条3种花色的1至9数牌共27种108张，东、南、西、北4种风牌共16张，中、发、白3种箭牌共12张，春、夏、秋、冬、梅、兰、菊、竹8种花牌共8张。

### 骰子
国标麻将使用2枚六面骰。每盘开始前，庄家掷第一次骰子确定开牌家，开牌家再掷第二次骰子确定开牌位置。

### 计分工具
98规则要求使用计分卡进行计分。每家的初始分值为500分，计分卡数量为100分1枚、50分4枚、10分10枚、8分10枚、1分20枚。
目前，多数玩家使用电子或纸质计分表，并将每家初始分设为0分。

## 流程
1. 定座位、定起庄
2. 洗牌
3. 码牌
4. 掷骰与开牌
5. 理牌与补花
6. 行牌

## 規則要點
1. 八番起和：为增加和牌难度，规定和牌必须达到8分。[6]不足8番而满足和牌型时报和牌，算作错和，错和家赔付其他每家10分。
2. 不保留王牌：每盘要将牌山抓完。
3. 不設連莊：一場比賽打四圈，一圈四盘，每局固定打16盘，即一个全庄。[8]现在也有部分平台可进行半庄战、东风战甚至单盘战。
4. 截和制：即头跳，一盘只可一人和牌，以放铳者的下家、对家、上家的顺序确定和牌家。
5. 可以和跟张与舍张：即使下家同巡跟打你剛打過的牌，一樣可以和。
6. 更换座位：每圈開始前，须按规则更换座位。确保每人坐过每个位置，避免固定的上下家。[9]
7. 暗槓：宣言暗杠時，4隻牌牌面向下，不用給其他人看，唯在牌局完結後，不論有否和牌，都需打開供對手查閱。

## 分数收支
国标麻将采用底分制及自摸番三制。别家放铳自家和牌时，除从放铳家收取番种分数外，还从每家收取8分作为底分。自摸时，从每家收取番种分数和底分，即同样的牌型，自摸的收入是点和的3倍。
和牌后的各方分数收支：
（底分=8分）
1. 赢家：
自摸和牌：+(底分+番種分数)×3
别人点炮和：+(底分×3)+番種分数
2. 输家：
被自摸或点炮家：-(底分+番種分数)
非点炮家：-底分

除了國標麻將之外，有些古老麻將規則、香港麻將或是其他地方規則也會使用類似的計分方式，但在這種規則之下，若是有人胡牌，放銃者除了要付上點數以外，所有玩家（包括放銃者）都要付上底分給胡牌者，使得某些人會利用這個規則向別人詐賭（兩個說好的人相互胡牌以騙取受害者的金錢），甚至這種計分方式也在某些電影當中出現（例如香港電影《鬼賭鬼》當中，洪金寶與孟海利用這種計分規則在麻將館對一位老婆婆詐賭，後被人趕出去）。

## 番种列表
国标麻将共81个番种，分值分为88、64、48、32、24、16、12、8、6、4、2、1分共12级。

## 五大计分原则
国标麻将对各番种是否可以复合由五大计分原则进行判定。然而，部分番种另有规定。

### 不重复原则
当某个番种，由于组牌条件所决定，在其成立的同时，必然并存着其它番种，则其它番种不重复计分。
例：（明杠）（明杠）（碰）（碰）（手牌）（点和）
此牌型正确计分为“清一色24分+碰碰和6分+全求人6分+双明杠4分+幺九刻1分=41分”，其中清一色必然存在无字，全求人必然存在单钓将，双明杠必然存在明杠，故不重复计算。

### 不拆移原则
确定一个番种后，不能将其自身再拆开互相组成其它番种计分。
例：      
此牌型正确计分为“七对24分+无字1分=25分”，七对是七个对子，所以不可以拆开重新组成四个顺子加一对将的形式，继而不得计平和、一般高的番种，全带幺也不得计。
但有趣的是，國標麻將沒有某些規則有的番種「兩般高（又稱雙龍抱、二盃口）」，若是以日本麻將的角度來計算這副牌的番種的話，至少有6翻（兩盃口3翻+純全帶幺九3翻）以上，若是不聽九萬單吊而是聽順子的兩面聽，則再計平胡1翻（若以七對子的角度計，於日本麻將中僅2翻，即七對子本身的番數）。
若是以廣東麻將來看這副牌的話，雙龍抱的10番是比七對的7番（有些玩法視為10番，番數持平）還要來得高的。

### 不得相同原则
凡已组合过某一番种的牌，不能再同其它一副牌组成相同的番种计分。
例：    
此牌型正确计分为“三色三节高8分+碰碰和6分+幺九刻1分=15分”，要不以6万、7饼、8条组成三色三节高，要不以7饼、8条、9万组成三色三节高，而7饼、8条在这两种番種都出现过，所以只能任选其一不得两个番种重复计算。

### 就高不就低原则
有两副以上的牌，有可能组成两个以上的番种，而只能选其中一种计分时，可选择分值较高的番种计分。
例：点和
此牌型正确计分为“一色三同顺24分+门前清2分+平和2分+喜相逢1分+缺一门1分=30分”，要不计算成“一色三节高24分+门前清2分+双暗刻2分+缺一门1分+无字1分=30分”，要不计算成正确计分，则取任意一种的30分来计算。

### 套算一次原则
如有尚未组合过的一副牌，只可同已组合过的相应的一副牌套算一次。
例：    
此牌型正确计分为“花龙8分+喜相逢（或连六）1分=9分”，花龙组合好之后（123万、456饼、789条），只剩下123饼与一对红中，而123饼要不和123万组成喜相逢，要不和456饼组成连六，而规定只能套算一次，所以只能任选其一，不得两種番種分數重复计算。

## 最大和牌番数
在国标麻将的规则下，最大和牌番数为：大三元 88番 + 四杠 88番 + 字一色 64番 + 四暗刻 64番 + 杠上开花 8番 + 妙手回春 8番 + 门风刻 2番 + 圈风刻 2番 + 花牌×8 8番 = 332番。
补花 
暗杠  暗杠  暗杠  暗杠   自摸 
1. 门风与圈风相同：同时计门风刻、圈风刻。
2. 四个暗杠：在四暗刻之上加计四杠。
3. 以牌墙倒数第二张牌开第四个杠，补抓牌墙最后一张牌，组成和牌：同时计杠上开花、妙手回春。
4. 8张花牌在开第四个杠之前全部抓进并补花：杠后补牌再补花成和，不计杠上开花。所以，要在开第四个杠之前抓全花牌，如此才可计杠上开花。

## 延伸阅读
- 麻將